# Аскеров, Ровшан Энвер оглы
Ровша́н Энве́р оглы́ Аске́ров (азерб. Rövşən Ənvər oğlu Əsgərov, род. 4 мая 1972, Баку) — российский и азербайджанский журналист, участник телевизионной игры «Что? Где? Когда?», бывший спортивный обозреватель газеты «Спорт-Экспресс» (2001—2007), пиар-директор журнала «Баку» (2009—н. в.).

## Биография
Родился 4 мая 1972 года в Баку в семье художника Энвера Аскерова (1940—2014). Окончил исторический факультет Бакинского государственного университета в 1994 году, кандидат исторических наук.
С 2001 по 2007 год работал обозревателем в газете «Спорт-Экспресс», освещал соревнования по лыжным гонкам, фехтованию, велоспорту, художественной и спортивной гимнастике, а также по некоторым другим видам спорта. Работал корреспондентом на летних Олимпийских играх 2004 года и зимних Олимпийских играх 2006 года.
С 2007 года — корреспондент на телеканале «НТВ-Плюс», куда перешёл по приглашению Василия Уткина. Работал на футбольном канале, а также комментировал соревнования по прыжкам на лыжах с трамплина и по лыжному двоеборью.
В 2008 году выпустил книгу «Страно(в)едение» — заметки гастронома-любителя о посещённых им странах и городах.
С 2009 года сотрудничал c журналом «Баку», возглавлял пиар-службу журнала. Организовывал фотовыставки журнала, посвящённые Баку, в Москве (Манеж) и в Лондоне (Mall Galleries).
В 2011 году снялся в эпизодической роли в фильме Юлия Гусмана «Не бойся, я с тобой! 1919».
5 марта 2022 года после вторжения России в Украину уехал из России, проживает в Азербайджане.

## «Что? Где? Когда?»
Играть начал в 1989 году в бакинском клубе «Атешгях». В элитарном клубе «Что? Где? Когда?» впервые сыграл 28 ноября 1998 года. Несколько раз получал приз как лучший игрок команды. В зимней серии игр 2001 года в составе команды Алеся Мухина стал обладателем «Хрустальной совы».
До 2013 года играл в команде Алексея Блинова, которая была признана лучшей командой Юбилейных игр сезона 2005 года, посвященных 30-летию передачи. С сезона 2013 года в телеклубе, как и в спортивной версии игры, выступал за команду Балаша Касумова.
С 2016 года был капитаном собственной команды, в состав которой входили Анастасия Шутова, Алёна Блинова, Наталья Куликова, Екатерина Мереминская и Инна Семенова.
В 2002 году был председателем организационного комитета первого в истории чемпионата мира по «Что? Где? Когда?» в Баку.
В бакинском телеклубе «Что? Где? Когда?» в 2008 году играл за команду Рустама Фаталиева. С 2009 года — капитан собственной команды, в которой играют 5 девушек — Инна Семенова, Джамиля Азизова, Ирада Алиева, Лала Бабаева и лучший игрок грузинского клуба «Что? Где? Когда?» Ия Метревели.
В спортивном «Что? Где? Когда?» играл в команде Балаша Касумова (Баку). На III чемпионате мира по ЧГК, который состоялся в Баку в 2004 году, хозяева чемпионата — команда Касумова — неожиданно заняли первое место. В ноябре 2004 года, будучи приглашённой в элитарный клуб «Что? Где? Когда?», команда Касумова завоевала титул абсолютного чемпиона мира. В 2008 году в составе команды Балаша Касумова (сборная Азербайджана) выиграл первый в истории чемпионат мира среди сборных телевизионных клубов. Турнир, в котором участвовали команды из России, Азербайджана, Грузии и Украины — стран, где по лицензии телекомпании «Игра-ТВ» существует телеигра «Что? Где? Когда?». В 2009 году чемпионом стала сборная Грузии. В 2010 году Аскеров в качестве капитана сборной Азербайджана привел к победе команду в чемпионате мира среди телевизионных клубов. В сборной играли Роман Оркодашвили, Эльман Талыбов, Анар Гулиев, Анар Азимов и Аднан Ахундов. Трое последних, как и Аскеров, выиграли титул во второй раз.
Первый лауреат премии МАК «Что? Где? Когда?» в номинации «Человек года» (2003) за участие в организации чемпионатов мира.
Известен рядом скандалов, в том числе ссорой с игроком собственной команды в бакинском телеклубе Ией Метревели во время финальной игры десятилетия. Ссора закончилась тем, что Ия Метревели покинула команду Ровшана Аскерова. Неоднократно удалялся из игрового зала за подсказки, недисциплинированность, нарушение правил. Сторонник идеи, что команде не надо брать подсказку «помощь клуба», а играть самим и, соответственно, не помогать другим командам во время «Помощи клуба».
6 января 2018 года было присвоено звание гроссмейстера бакинского клуба «Что? Где? Когда?» как лучшему игроку первого пятилетия существования игры в Азербайджане.
5 сентября 2018 года заявил об уходе из передачи.

## Другие интеллектуальные игры
- «Брэйн-ринг» — играл в составе нескольких команд.
- «Своя игра» — игрок и член «Кубка вызова-1». 5 игр, 3 победы (прекратил участие в СИ после досрочного (ушёл в минус в 3-м раунде) поражения в играх первого Кубка Вызова)[15].
- «Всемирные игры разума»[16].

## Политические взгляды
27 апреля 2022 года стало известно о возбуждении уголовного дела в отношении Ровшана Аскерова по статье 354.1 УК РФ «Реабилитация нацизма». Следствием было заявлено, что не позднее 6 апреля 2022 года Аскеров опубликовал на своей странице в Facebook пост про маршала Жукова, который Следственный комитет расценил как «заведомо ложные сведения, оскорбляющие и порочащие память великого советского полководца и защитника Отечества маршала Советского Союза Георгия Константиновича Жукова».
Ровшан Аскеров в своей публикации назвал маршала Жукова «мародёром со стажем» и вором, и утверждал, что маршал «вывозил из Германии трофейное имущество для своего личного пользования». Так, в июне 1946 года было открыто расследование по так называемому «трофейному делу», в ходе которого предварительным следствием были добыты свидетельства о том, что Жуков вывозил из Германии «в значительных количествах» мебель, произведения искусства, различное другое трофейное имущество «для своего личного пользования». Также в деле имеется объяснительная записка Жукова на имя секретаря ЦК ВКП(б) А. А. Жданова, в которой маршал признаёт себя «очень виноватым» в том, что «не сдал всё это ненужное ему барахло куда-либо на склад, надеясь на то, что оно никому не нужно». 20 января 1948 года Политбюро приняло постановление «О т. Жукове Г. К., Маршале Советского Союза», в котором, среди прочего, указывалось, что Жуков «злоупотреблял своим служебным положением, встал на путь мародёрства, занявшись присвоением и вывозом из Германии для личных нужд большого количества различных ценностей» (подробнее см. раздел «Постановление Политбюро ЦК ВКП(б) „О товарище Жукове Г. К.“» статьи «Жуков, Георгий Константинович»).
Узнав о возбуждении Следственным комитетом России против него уголовного дела, Ровшан Аскеров заявил, что считает опубликованную им информацию правдой, а также отметил, что на данный момент не находится в России и не планирует возвращаться.
11 мая 2022 года МВД России объявило Аскерова в розыск. 24 мая 2022 года был заочно арестован Басманным районным судом Москвы.
9 декабря 2022 года Министерством юстиции России внесён в список физических лиц — «иностранных агентов». 22 января 2025 года внесён Росфинмониторингом в перечень террористов и экстремистов.
В 2025 году, давая интервью Юрию Дудю, заявил, что испытывает «ноль эмпатии» к мирным жителям России, страдающим от украинских обстрелов, в том числе в отношении жертв удара по детской площадке в Белгороде.